# Lusiana Conco
Lusiana Conco (zimbrisch: Lusaan Kunken) ist eine italienische Gemeinde (comune) in der Provinz Vicenza, Region Venetien. Die Gemeinde liegt etwa 30 Kilometer nordnordöstlich von Vicenza und gehört zur zimbrischen Sprachinsel der Sieben Gemeinden.

## Geschichte
Mit dem 21. Februar 2019 wurden die Gemeinden Lusiana und Conco zur heutigen Gemeinde zusammengeschlossen. Der Verwaltungssitz befindet sich in Conco.

## Sehenswürdigkeiten
Zu den Sehenswürdigkeiten zählen insbesondere
- Piazza mit dem Campanile
- Kirche Santa Caterina mit der Reliquie aus der Dornenkrone Christi

## Berühmtheiten
- Sonia Gandhi, geboren 1946 in Lusiana als Edvige Antonia Albina Maino, Politikerin